# Union (droit canonique catholique)
L’union est une ancienne pratique de droit canonique catholique, qui consiste à rassembler deux bénéfices ecclésiastiques en un seul. Un bénéfice représente ici tout type d’office ecclésiastique, et peut être par exemple une cure, un poste de recteur, un établissement religieux. Une union consiste généralement en la prise de possession d'un bénéfice par l'autre, mais il existe des cas particuliers où elle peut être une fusion d’égal à égal des deux bénéfices, ou bien la suppression pure et simple d’un bénéfice avec transfert des revenus à l'autre.
Dans tous les cas, le but d'une union est de dissoudre un des bénéfices, d'en capter le revenu, ou simplement d'en assurer la gestion par l'autre bénéfice. Ces trois objectifs pouvant se cumuler. Par exemple un prieuré peut être uni à son abbaye s'il n'arrive plus à subsister par lui-même afin d'être pris en main, une cure peut être unie à un séminaire afin de financer ce dernier avec les dîmes, une paroisse peut être unie à une autre si elle est dépeuplée afin d'être supprimée.
Il y a beaucoup d’unions décrites dans les archives cléricales, en effet c’étaient non seulement des événements importants, mais c’étaient aussi des procédures administratives lourdes qui produisaient beaucoup de documentation.

## Notions préliminaires sur les bénéfices
Un bénéfice désigne un budget, une caisse perpétuelle de l’Église affectée à un certain office. Puis par association d’idées le bénéfice désigne aussi l’office auquel il est affecté. Il peut ainsi désigner une cure (autrement dit une église), un poste de recteur, un poste de chanoine dans une cathédrale, un prieuré, une abbaye, la mense conventuelle d’une abbaye, la mense abbatiale d’une abbaye, une université, un évêché, le chapitre d’un évêché, la mense épiscopale d’un évêché, un archidiaconé, un hôpital, un office claustral, etc.
Un bénéfice est associé à un titre, comme « curé de … », « recteur de l’université … », « abbé de … ». La personne chargée d’un bénéfice en est le titulaire.
Un bénéfice possède des financements pour pouvoir fonctionner, que ce soit des dîmes, des redevances seigneuriales, des pensions de fidèles, ou tout autre moyen. Un bénéfice est perpétuel mais ses financements peuvent changer avec le temps.

## Typologie des unions
Une union est en général une prise de possession, mais elle peut aussi être une fusion d'égal à égal (par exemple deux cures, ou deux évêchés) ou une suppression pure et simple (par exemple un poste de chanoine). Ces trois types d'union sont très différents les uns des autres, ce qui fait que l'union est une notion assez floue quand on en parle en général, mais elle a des valeurs précises quand elle est employée dans des cas particuliers.

### Prise de possession
Dans ce cas, un des deux bénéfices prend la possession sur l’autre, dans le sens qu’il capte ses revenus et qu'il ajoute à son titre celui de l'autre bénéfice,,,,. Et le bénéfice possesseur se retrouve « collateur » du bénéfice uni, c'est-à-dire qu'il nomme les ecclésiastiques qui y travaillent.
Le bénéfice possesseur peut décider de maintenir ou non l’activité du bénéfice uni à lui. Il est obligé de maintenir un minimum d’activité si le bénéfice uni est à charge d’âmes, c’est-à-dire s’il a un rôle de curé.
Le terme de « prise de possession » n'est pas officiel, il n'est pas utilisé par les canonistes de l'époque. Pour décrire cette union ils n'ont pas de terme consacré mais certains d'entre eux parlent de « subordination »,.

### Fusion d’égal à égal
Dans ce cas, les deux bénéfices continuent à exister dans le même état mais il n’y a plus qu’un seul titulaire pour les deux. Celui-ci perçoit leurs deux revenus et il peut loger dans l’un ou l’autre à son choix,,,,. C’est un type d’union utilisé pour les évêchés, par exemple c’est ainsi que le diocèse de Grasse et celui de Vence ont été unis, et l’évêque pouvait habiter l’un ou l’autre siège épiscopal comme il le souhaitait.
Cette union est dite aeque principaliter.

### Suppression pure et simple
Dans ce cas, un des bénéfices est purement et simplement supprimé. Son titre disparaît, et ses revenus sont réattribués à l’autre bénéfice,,,,.
C’est un type d’union utilisé pour supprimer des titres, par exemple un titre de chanoine,.

## Les unions selon le bénéfice uni

### Union d’une abbaye
Quand on dit qu'une abbaye est unie, il s'agit parfois uniquement de sa mense abbatiale, voir la sous-partie à ce sujet.

#### Union à un bénéfice régulier
L’union d’une abbaye à une autre abbaye est une prise de possession. L’abbaye prenant possession capte les revenus de l’abbaye unie, recueille les religieux, prend le contrôle de toute la hiérarchie et de tous les postes, et peut décider ou non si elle y maintient une activité. De plus l'abbé ajoute à son titre celui de l’abbaye unie.

#### Union à un bénéfice séculier
Un cas plus extrême est la sécularisation d'une abbaye, ce qui revient à sa dissolution complète, et dans ce cas il arrive qu'elle se retrouve unie, en prise de possession, à un bénéfice séculier, comme un chapitre ou un séminaire. Les moines restants deviennent clercs ou laïcs, et le bâtiment peut éventuellement être réutilisé par des prêtres séculiers.

#### Union de la mense abbatiale d'une abbaye
Il est rare qu’une abbaye tout entière soit unie, mais il est plus fréquent que sa mense abbatiale le soit, c’est-à-dire le bénéfice de l’abbé, ce qui laisse les religieux en place. Le titulaire du bénéfice possédant la mense abbatiale prend le titre d'abbé, il peut être séculier, auquel cas il a typiquement le titre d'abbé commendataire,. Si l'abbé est séculier la conduite de l'abbaye est laissée à un prieur claustral, entretenu sur la mense conventuelle, le bénéfice des religieux. C’est par exemple arrivé à l'Abbaye Saint-Martin-aux-Jumeaux en 1564, dont la mense abbatiale a été unie à la mense épiscopale, de sorte que l'évêque est devenu abbé commendataire.

### Union d’un prieuré
Historiquement beaucoup de prieurés ont été unis en raison de l'affaiblissement du clergé régulier à partir de la guerre de Cent Ans. Les moines ont été de moins en moins nombreux, et les prieurés qui se vidaient devenaient de simples bénéfices. Ils étaient alors unis à d'autres bénéfices, au mieux pour reprendre en main leur gestion, et au pire juste pour en récupérer les revenus. On trouvait préférable de les unir aux menses conventuelles des abbayes parce que les moines étaient les plus rigoureux dans la gestion de leurs biens.

#### Union à un bénéfice régulier
L’union d’un prieuré à un autre prieuré ou à une abbaye est une prise de possession. L’abbaye ou prieuré prenant possession capte les revenus du prieuré uni, recueille les religieux, prend le contrôle de toute la hiérarchie et de tous les postes, et peut décider ou non si elle y maintient une activité. De plus l’abbé ou prieur ajoute à son titre celui du prieuré uni. Typiquement un prieuré est uni à son abbaye. Quand un prieuré est uni à une abbaye, il peut arriver qu’il soit plus précisément intégré à la mense conventuelle, le bénéfice de la communauté, ou à la mense abbatiale, le bénéfice de l’abbé.
Comme tout bénéfice uni, un prieuré uni est en mauvaise posture, mais peut arriver qu’il se relève, comme l’exemple du prieuré Saint-Jean-Baptiste de l’abbaye Saint-Aubin d'Angers, uni à la mense abbatiale de son abbaye, et qui est parvenu à retrouver son autonomie après deux siècles d’union, pendant lesquels il y restait des moines qui ne captaient pas le bénéfice mais recevaient une pension de l’abbé qui avait accepté de les y maintenir. Mais inversement il arrive aussi qu’un tel prieuré perde tous ses moines et se retrouve vide, et il peut même le rester longtemps, surtout s'il continue à rapporter du revenu.
Il est plus facile d’unir un prieuré non conventuel, c’est-à-dire un prieuré n’ayant pas de hiérarchie structurée avec un prieur autonome et une communauté.

#### Union à un bénéfice séculier
Un cas plus extrême est la sécularisation d'un prieuré, ce qui revient à sa dissolution complète, et dans ce cas il arrive qu'il se retrouve uni, en prise de possession, à un bénéfice séculier, comme un chapitre ou un séminaire. Les moines restants deviennent clercs ou laïcs, et le bâtiment peut éventuellement être réutilisé par des prêtres séculiers.

### Union d’une cure ou d'une église paroissiale

#### Union à une autre cure
Une cure peut être unie à une autre cure dans une fusion d'égal à égal, et dans ce cas il y a un seul curé qui est nommé pour les deux et il peut loger dans l'une ou l'autre à sa convenance. Cela peut arriver si une paroisse a été désertée de ses habitants à cause d'une guerre ou d'un incendie par exemple.

#### Union à un bénéfice séculier
Une cure peut être unie à un collège de chanoines ou à un séminaire, par prise de possession. Dans ce cas les revenus de la cure, notamment les dîmes, sont perçues par le collège ou le séminaire, ce type d'union est justement fait pour les financer mais il est critiqué parce qu'il ponctionne de l'argent à la paroisse qui aurait pu être utilisé pour les aumônes.
Quand une cure est ainsi unie par prise de possession à un bénéfice, il y a trois façons dont le curé peut être doté : soit il est supprimé entièrement, par exemple si la paroisse est désertée de ses habitants ; soit il est nommé parmi les religieux du bénéfice possesseur, par exemple si c'est un séminaire les prêtres peuvent s'en charger, et si c'est un collège de chanoines ils peuvent le faire aussi, même si ce n'est pas leur spécialité ; soit le bénéfice possesseur nomme pour officier une personne à qui il donne une pension. Ce dernier genre de relation ayant donné lieu à des abus, elle est encadrée par des règles et il y a des termes officiels pour la décrire, le bénéfice possesseur s'appelle le « curé primitif », et la personne nommée pour officier s'appelle le « vicaire perpétuel », parce que n'étant pas curé elle a le titre de vicaire, et parce qu'elle a l'obligation d'être nommée à vie ; par ailleurs la pension qu'elle reçoit est encadrée aussi et s'appelle la « portion congrue »,.

#### Union à un bénéfice régulier
Au Moyen-Âge, les cures pouvaient être unies à des bénéfices réguliers, comme des prieurés, dans ce cas on les appelle prieurés-cures. À l'époque moderne ce genre d'union est réprouvée mais il reste beaucoup de cures dans cette situation. Les prieurés-cures peuvent être de l’ordre des chanoines réguliers de saint Augustin, qui ont le droit d’officier, et le curé est choisi parmi l'un d'entre eux. Ils peuvent être aussi de l’ordre de Saint-Benoît, qui est un ordre régulier où il est interdit d'officier, et dans ce cas les prieurés se déclarent curés primitifs et nomment un vicaire perpétuel. Ce dernier genre de relation ayant donné lieu à des abus, elle est encadrée par des règles et il y a des termes officiels pour la décrire, le bénéfice possesseur s'appelle le « curé primitif », et la personne nommée pour officier s'appelle le « vicaire perpétuel », parce que n'étant pas curé elle a le titre de vicaire, et parce qu'elle a l'obligation d'être nommée à vie ; par ailleurs la pension qu'elle reçoit est encadrée aussi et s'appelle la « portion congrue »,.

### Autres unions
Le chapitre d'une église collégiale peut être uni au chapitre d'une cathédrale.
Les offices claustraux peuvent être unis à l’intérieur de leur ordre, il s'agit de postes permanents à l'intérieur des monastères qui à l'origine sont financés sur les frais de la communauté mais parfois ont eu un bénéfice alloué à eux, autrement dit un budget séparé, même si c'est considéré comme contraire au principe que les moines ont tout en commun. Ces postes sont par exemple celui de chambrier, d’aumônier, d’infirmier, de célerier, de sacristain. Ils peuvent être supprimés par une union de type suppression pure et simple,.
Les canonicats, c'est-à-dire les postes de chanoines, peuvent être unis à d’autres canonicats, ou à des évêchés quand on les supprime. Le revenu d’un canonicat peut être attribué directement à un autre en appliquant un union de type suppression pure et simple.
Deux évêchés peuvent être unis dans une union de type fusion d’égal à égal.
Les unions vers les bénéfices des hôpitaux sont encouragées afin de les financer.

## La procédure d’union
Une union ne peut être décidée que par un évêque ou par le pape,,,,.
La procédure d’union est volontairement lourde afin de décourager les abus et afin d’être faite le plus prudemment et le plus consciencieusement possible. Un abus possible de l’union est le cumul de bénéfices, quand un prélat unit plusieurs revenus à lui sans remplir les devoirs associés à eux. En Italie des procédures simplifiées sont autorisées, et les unions peuvent être valables pour une seule personne en particulier, ce qui facilite ce genre de cumuls.
Une union peut être annulée, la procédure pour le faire s’appelle la désunion,,,,.